# Wusono Budi Ugik Sugiyanto
Wusono Budi Ugik Sugiyanto (sinh ngày 27 tháng 6 năm 1981) là một cầu thủ bóng đá người Indonesia hiện tại thi đấu cho Persiba Bantul.

## Danh hiệu

### Danh hiệu câu lạc bộ
- Vô địch Indonesian Premier Division: Persiba Bantul (2010-11)